# Tour della nazionale maschile di rugby a 15 di Samoa 2000
Nel periodo tra le edizioni della Coppa del Mondo di rugby del 1999 e del 2003, la nazionale di rugby XV di Samoa si è recata varie volte in tour oltremare.
Nel 2000, i Samoani visitano la Gran bretagna, in particolare Galles e Scozia.
| Cardiff 11 novembre 2000 | Galles | 50 – 6 | Samoa | Millennium Stadium |

| Edimburgo 14 novembre 2000 | Scozia A | 37 – 24 | Samoa XV |  |

| Edimburgo 18 novembre 2000 | Scozia | 31 – 8 | Samoa | Murrayfield |